# 深岩银河
《深岩银河》是由Ghost Ship Games开发、Coffee Stain Publishing发行的合作类第一人称射击游戏。在游戏中，玩家扮演矮人，潜入洞穴中开采矿石并对抗敌人，从而完成指定任务。玩家可选择单人游玩或是组队游玩。
《深岩银河》的开发始于2016年Ghost Ship Games创立后。游戏最初想法来源于《我的世界》和《求生之路》，团队合作模式受《求生之路》和的影响。游戏以黑暗为主题，这一核心概念源自恐怖电影。团队还从采矿业与劳工历史中汲取灵感，并融入讽刺元素。游戏使用虚幻引擎4开发，采用低多边形的美术风格。2018年，该作发布抢先体验版；完整版于2020年上线。
《深岩银河》普遍获正面评价。游戏中讽刺元素、游戏节奏、合作模式，以及社区氛围得到普遍好评，但洞穴的美术风格和地图设计褒贬不一，网络连接的稳定性招致批评。游戏销量已达800万份，并获2021年西南偏南游戏奖。本作还派生了其他作品，如《深岩银河：幸存者》、《深岩银河：野蛮核心》等。

## 玩法

游戏游玩时的截图。玩家扮演「枪手」，正返回空降舱，并在使用武器射击怪物。左下角展现了自身和队友的相关信息，例如生命值；右下角显示了玩家武器相关信息，包括剩余弹药等；右上角则展现出任务的完成情况，以及返回空降舱的限定时间；上方显示了当前所处深度与朝向

《深岩银河》是第一人称合作类的洞穴冒险射击游戏，以黑暗为主题。在游戏中，玩家扮演受雇于太空采矿集团的矮人，需潜入外星球的洞穴中完成各式各样的任务。任务有不同长度。矮人均拥有十字镐和枪支武器，同时也配有移动工具、支援工具、手榴弹。游戏过程主要发生在洞穴中，其分布有植物群以及外星生物群落，同时也存在怪异的昆虫敌人。洞穴地形的复杂程度不一，也有不同环境，对玩家会产生不同影响。洞穴中没有光源，玩家需使用头灯或是照明弹照明。洞穴地形由程序随机生成，且与玩家所选任务的区域有关；其完全可破坏，玩家可使用十字镐及其他建造物改变地形。每轮游戏时长约为15—25分钟，但会由于洞穴的复杂程度以及任务目标的差异而有所不同。多数任务中，都有一项主要目标和一项次要目标：玩家必须完成主要目标，例如开采一定数量的矿物，然后可呼叫空降舱，若在限定时间内到达空降舱，即可完成任务；达成非必需的次要目标后，可获取额外奖励。为达成目标，玩家必须探索洞穴，同时还需开采矿石并对抗敌人。游戏过程中，会不时出现警告，提示玩家将与敌人战斗。游戏中弹药供应有限，玩家可利用开采到的特定资源换取补给。若某一玩家死亡，其他玩家可将其救起；若队伍中所有玩家倒地，则任务失败。任务无论成功与否，玩家都能获得相应奖励和经验值。
游戏中可玩角色共有四种类型：枪手、工程师、侦察兵、钻机手，每种角色都有自己的专属武器和独特优势。玩家可以选择单人游玩，同时也可与他人组队游玩，每支队伍最多容纳四名玩家。在单人游戏时，玩家可以使用小型战斗无人机协助自己完成目标；在多人游戏过程中，其他玩家亦可加入游戏。
玩家若未执行任务，则会处在采矿集团的空间站。此时，玩家可以使用游戏内的虚拟货币购买装饰品，也可为装备升级，亦可通过赚取到的点数提高自身能力，例如增加移动速度。空间站中设有酒吧，可在此处喝酒及跳舞，也可游玩类似投篮的迷你游戏，将桶踢进焚化炉中；空间站里还建有纪念堂，陈列着众多雕像，张贴着海报。游戏中有两种并行的经验体系：玩家的整体等级和各类角色的专属等级。当某个角色达到最高等级后，玩家就能对其晋升，并重置其等级。玩家可接取系列任务，完成后可获取奖励，例如解锁新武器。游戏还引入了免费的战斗通行证系统，玩家可解锁装饰品或是其他物品；玩家可自由选择不同的赛季。

## 开发
《深岩银河》由丹麦哥本哈根工作室Ghost Ship Games开发。微软关闭游戏工作室Press Play后，其中一些员工决定创办游戏公司，六位创始人于2016年共同创立Ghost Ship Games。游戏的最初想法来自首席程序员约纳斯·索尔霍伊·默勒（Jonas Solhøj Møller），他是《我的世界》和《求生之路》的粉丝，尤其着迷于两款游戏中程序生成的洞穴。他将这一元素加入到游戏中。而游戏总监米克尔·马丁·彼泽森（Mikkel Martin Pedersen）自称，他并不能具体指出哪些游戏带给其灵感，因为即使是看似毫不相干的东西，也能够间接提供灵感。他也表示，游戏其实并没有为其他玩家考虑太多，因为他们仅希望做出自己想玩的游戏。
在游玩《求生之路》时，默勒感受到新老玩家间能力的不平衡。因此他希望在《深岩银河》中，玩家无论经验丰富与否，都能处于平衡位置。团队合作方面，此作受《求生之路》和的影响。游戏中每一种角色都有其长处，开发人员希望不同角色之间能够产生协同效应，从而让团队紧密结合；同时也鼓励玩家尝试不同角色。为保证玩家体验友好，不带有对抗性和攻击性，游戏并未计划让玩家之间对战，仅保持人机对战的玩法。
游戏中「在黑暗环境下生存」的概念直接源于恐怖电影，也受到的影响。前者中极度幽闭的氛围与神秘生物带来的高压惊悚感，为整体场景和核心玩法奠定基调。而投掷照明弹的设定灵感，源自2010年发售的电子游戏。由于其中的外星人速度极快，玩家必须不断照亮周围环境，才能争取到生存机会。多数游戏会使用光引导玩家，但由于洞穴中没有光源，因此无法靠传统方法引导玩家。设计师弗兰·阿维莱斯（Fran Avilés）希望借由照明弹，让玩家感知到洞穴的空间结构，同时也能「主动发现周围的环境，并自行建立联系」。最初，为营造恐怖感，照明弹的照明半径很小，且数量有限；后来洞穴规模扩大，为确保可玩性，开发团队逐步提升照明强度，且采用自动充能的机制。为增强画面观感，作品中加入了发光植物；为让玩家看清周围细节，在角色头部默认配置了短程头灯，既保留了「在黑暗中探险」的紧张感，又保证了基本的可见度。光亮的设置亦促进了团队合作，也让战斗机制变得更加有趣。
在开发《深岩银河》时，团队从现实采矿业与劳工历史中汲取灵感，有意融入了对「掠夺式企业」的讽刺元素，让玩家在科幻背景下依旧能感受到真实世界的投影。他们最初就将核心概念定位为「身处太空的矮人矿工」，这一设计灵感来自于《战锤40000》，旨在将传统矮人的勇猛勤劳与现代枪械、未来科技相结合。Ghost Ship Games首席执行官瑟伦·伦高（Søren Lundgaard）称，由于在测试阶段发现玩家对「纯粹以矮人为主角」的游戏热情高涨，他们最终放弃引入其他种族。
游戏使用虚幻引擎4开发，并大量使用游戏引擎的蓝图脚本，实现快速迭代。默勒直言，开发过程中最困难的技术问题是编写地形生成器。最初，默勒尝试用计算机生成所有的地形；后来，他使用了其他方法：先搭建简单的房间，再让游戏引擎把表层完善起来。团队先以《我的世界》的方块式生成作为原型。随后，美术总监罗伯特·弗里斯（Robert Friis）提出要求：将方块更改为带有角度的三维形状。最终采用了首席技术官亨里克·爱德华兹（Henrik Edwards）提出的「真网格切割」（true mesh-carving）方案——以静态网格为单位构建洞穴几何，从而形成了独特的多面体美术风格。为了快速制作游戏内容和玩法，他们未使用复杂的模型和敌人。灯光效果上，由于关卡为随机生成，无法使用烘焙光照预处理，因此只能在游戏过程中实时渲染。

## 发行
《深岩银河》最初由Coffee Stain Publishing发行，之后多数内容由Ghost Ship Games自行发布。彼泽森称，他们最初并不确定是否需要发行商，但遇到Coffee Stain Publishing后，认为他们了解如何经营游戏工作室，因此立即达成合作共识。公司采取了一些保密措施，但仍采用「开放式开发」的路线，这允许玩家公开谈论游戏的开发进展。Ghost Ship Games成立三个月后，制作出了可玩的游戏原型；六个月后，开始分享游戏原型的截图和视频。公司与微软达成协议，把游戏加入「Xbox Game Preview」这一抢先体验计划中，还制作了一支在电子娱乐展播出的预告片。预告片于2017年公布。
2018年2月28日，公司在Steam和Xbox平台上发布了游戏的抢先体验版。随后，公司根据游戏社区的反馈，不断更新游戏内容。2020年5月13日，游戏的完整版发布。之后游戏以赛季的形式添加新内容，包括新敌人、武器、任务类型、装饰品等。2022年1月4日，游戏登录PlayStation 4和PlayStation 5平台；同年9月9日，游戏发布了Xbox Series X/S版本。

## 反响

### 流行与销量
截至2023年8月，《深岩银河》在Steam上收到了近200000条玩家评价，被评为「好评如潮」。Ghost Ship Games表示，至2021年1月，销量达200万份；至2021年10月，销量达300万份；至2023年1月，销量达550万份；至2024年1月，销量达800万份。2021至2023三年间，销量分别为138.5万、234万、256.7万份。截止到2024年1月，Steam平台上玩家的平均游戏时长已达到46小时，其中有80万玩家的累计游戏时长超过100小时。而在2023年，游戏的日均活跃用户数突破了15万。
一名玩家在Reddit上发帖称，受游戏影响，他决定转行成为爆破矿工。

### 专业评价
| 汇总媒体             | 得分                                |
| -------------------- | ----------------------------------- |
| Metacritic           | PC：85/100 XONE：83/100 PS5：85/100 |
| OpenCritic（推荐率） | 97%                                 |

| 媒体           | 得分   |
| -------------- | ------ |
| 4Players       | 81%    |
| Game Informer  | 8.5/10 |
| GameStar       | 85/100 |
| IGN            | 9/10   |
| MeriStation    | 8.5/10 |
| PC Gamer美国   | 79/100 |
| Push Square    | [ 39 ] |
| 《CD-Action》  | 8/10   |
| 《LEVEL》      | 5/5    |
| Multiplayer.it | 9/10   |
| Vandal         | 8/10   |

《深岩银河》普遍获正面评价。汇总媒体Metacritic根据20条评论给予游戏Microsoft Windows版本85分，根据5条评论给予Xbox One版本83分，另根据4条评论给予PlayStation 5版本85分；OpenCritic根据31条数据，认定其媒体推荐率为97%。
几位评论家注意到了游戏中的讽刺元素。Rock, Paper, Shotgun的称，游戏中的细节能够体现出资本主义的贪婪。例如，空降舱到达后，直到载有矿物的机器人安全登舱，舱门才会打开，允许矮人进入。IGN的评论道，作品中的讽刺元素让其联想到系列游戏和《天外世界》中的幽默风格。
游戏的玩法设计评价大致正面。《Game Informer》的赞扬次要目标中风险与收益的权衡。VG247的给予游戏引导高度评价，认为玩家能够自行控制游戏的节奏。MeriStation的也赞赏游戏节奏，他称「那种在绝对寂静中紧张探索，与瞬间爆发的纯粹狂热中疯狂歼灭虫形生物，这两种体验的交织，正是《深岩银河》最引人入胜的魅力之一」。IGN的称战斗节奏「快速且刺激」，且游戏中成长系统十分丰富。《PC Gamer》的赞誉新手教程在传达基础知识时出色，游戏核心玩法精彩。《Vice》的称赞游戏无需额外付费的设计。《LEVEL》的称赞了游戏的原创性。但Vandal的认为本作的核心玩法较为单一，融合了系列、无主之地系列等游戏；但他认为游戏体验丰富，值得反复游玩。4Players的同样希望游戏玩法能够更加多样。Push Square的批评空间站的设计有些混乱，功能分布毫无必要。
洞穴的氛围塑造得到好评，但美术风格和地图设计评价褒贬不一。IGN的认为，游戏中粗犷而幽闭的声音增强了洞穴的氛围，视觉风格上展现出强烈的辨识度；不过角色配音有些出戏。《Game Informer》的褒奖程序生成的洞穴系统，以及游戏对光线的运用。4Players的对游戏中的动态照明效果印象深刻，并称动感的原声音乐渲染出紧张氛围，地形的随机生成处于领先水平。Polygon的指出洞穴中的经历，就如《我的世界》中探索洞穴和《方舟：生存进化》中探索地牢般。Multiplayer.it的提及，多数洞穴没有太多壮观的地方，但某些洞穴仍有美丽的景色。VG247的赛义德称其不喜欢洞穴中块状、低多边形美学。Vandal的批评游戏视听表现稍显粗糙，并且关卡装饰过于重复。《PC Gamer》的对洞穴的地图设计感到不满，他承认其出色模仿了电影《异形》的美学，但寻路过程有些复杂，并且洞穴的特征不明显，「几乎无法根据周围环境判断实际位置」，新手容易迷路而放弃游戏。Rock, Paper, Shotgun的也抱怨说，有些洞穴的地形会复杂到让人讨厌。游戏中，玩家随时可以使用地形扫描仪查看洞穴内部结构，其可随意旋转、调节视角，还能任意缩放。Game Rant的贾森·罗克林（Jason Rochlin）称赞該设计，认为是3D地图中的典范。
游戏中的多人合作模式受到好评。《PC Gamer》的评论，游戏中不同职业的非对称合作模式，经常能带来意想不到的愉悦体验。不过有评论者抱怨多人游戏的稳定性不佳。IGN的称，约有五分之一的任务过程中会遇到网络连接问题；Push Square的更称，PlayStation 5上「请求失败的次数与成功的一样多」。对于单人游戏则褒贬不一。MeriStation的称，该作非常适合单人游玩，而且很有趣。不过Multiplayer.it的写道，单人模式下会感觉游戏非常重复，失去了刺激感。Vandal的也撰文称，长期单人游玩也会暴露任务类型单一、敌种有限等短板。对于不同角色的实力，Rock, Paper, Shotgun的认为，不同角色之间是不平衡的，他称工程师是最强的角色，而钻机手有些无用；尽管如此，每种角色仍是「既实用又充满乐趣」。社区氛围也得到称赞。《PC Gamer》的认为，这主要得益于游戏强调合作精神，且以勤劳的蓝领矮人形象为核心，同时也因为游戏经理会在游戏社区中与玩家直接互动。官方曾发布某一关于外观的可下载内容，但其设计饱受社区批评，最终推出重新设计的款式；GamesRadar+的以此为例，赞扬开发者能够积极响应玩家反馈。

### 奖项与提名
| 奖项                     | 日期           | 类别                   | 结果 | 来源   |
| ------------------------ | -------------- | ---------------------- | ---- | ------ |
| Steam大奖                | 2021年1月3日   | 「独乐乐不如众乐乐」奖 | 提名 | [ 46 ] |
| Steam大奖                | 2023年1月3日   | 「爱的付出」奖         | 提名 | [ 47 ] |
| Steam大奖                | 2024年1月2日   | 「爱的付出」奖         | 提名 | [ 48 ] |
| 西南偏南游戏奖           | 2021年3月20日  | 年度独立游戏           | 獲獎 | [ 49 ] |
| 西南偏南游戏奖           | 2021年3月20日  | 多人游戏卓越奖         | 獲獎 | [ 49 ] |
| 第17届「英国学院游戏奖」 | 2021年3月25日  | 多人游戏               | 提名 | [ 50 ] |
| 金摇杆奖                 | 2023年11月10日 | 最佳游戏社群           | 提名 | [ 51 ] |
| Spilprisen               | 2024年4月30日  | 最佳在线游戏—付费游戏  | 提名 | [ 52 ] |

## 派生作品
2022年初，Ghost Ship Games对作品的实体棋盘改编版本发起众筹，获得全额资助。
2023年3月，团队公布了衍生电子游戏《深岩银河：幸存者》。该作为俯视角射击游戏，由Funday Games开发，并于晚些时候进入抢先体验阶段。
2023年10月，公司宣布将制作《深岩银河：野蛮核心》（Deep Rock Galactic: Rogue Core）。该游戏亦是程序生成的合作第一人称射击游戏，核心玩法与《深岩银河》类似，但采用了roguelite元素。
2024年7月13日，意大利金属乐队Wind Rose与游戏团队联手制作Rock and Stone!单曲，「Rock and Stone!」是游戏中的标志性口号。
首席执行官伦高透露，他还收到了将游戏改编成电视剧的邀请。

## 脚注